# Kreisgericht Templin (Preußen)
Das Kreisgericht Templin war ein preußisches Kreisgericht in der damaligen preußischen Provinz Brandenburg mit Sitz in Templin.

## Geschichte
Im Sprengel des Kreisgerichts Templin bestanden bis 1849 das
- Königliche Stadtgericht Prezlau
- Königliche Land- und Stadtgericht Templin
- Königliche Land- und Stadtgericht Lychen
- Königliche Land- und Stadtgericht Zehdenick
- Justizamt Gramsau in Prenzlau.

Daneben bestanden viele Patrimonialgerichte, von denen das Patrimonialgericht der Herrschaft Boitzenburg das bedeutendste war.
1849 wurden in Preußen einheitlich Kreisgerichte geschaffen. Hierbei wurde die Patrimonialgerichtsbarkeit abgeschafft und die Patrimonialgerichte aufgehoben. Auch die eingangs genannten Gerichte wurden aufgehoben und es entstand das Königliche Kreisgericht Templin. Es umfasste den Kreis Templin. Zuständiges Appellationsgericht blieb das Kammergericht.
Gerichtskommissionen, also Zweigstellen des Gerichtes, wurden in Zehdenick (I und II) und Boitzenburg eingerichtet. Im August 1849 wurde eine Gerichtskommission Lychen gebildet. Die Gerichtskommission Boitzenburg wurde zum 1. Oktober 1865 aufgelöst und statt dessen dort Gerichtstage gehalten.
Am Gericht waren 1870 ein Direktor und sieben Kreisrichter eingesetzt. Die Zahl der Gerichtseingesessenen betrug 45.577. Gerichtstage wurden in Boitzenburg (ab 1865) und Gerswalde abgehalten. Schwurgerichtssachen des Kreisgerichtes wurde nicht hier, sondern beim Kreisgericht Prenzlau verhandelt.
Im Rahmen der Reichsjustizgesetze wurde das Gerichtswesen in Deutschland 1879 vereinheitlicht. Damit wurde das Kreisgericht Templin aufgehoben und das königlich preußische Amtsgericht Templin mit Wirkung zum 1. Oktober 1879 als eines von 12 Amtsgerichten im Bezirk des Landgerichtes Prenzlau als Nachfolger gebildet. Auch die Gerichtskommissionen wurden 1879 in Amtsgerichte umgewandelt (Amtsgericht Zehdenick und Amtsgericht Lychen).

## Gerichtssprengel
Dem Kreisgericht Neuruppin waren ursprünglich folgende Gemeinden zugeordnet:
| Ort               | früheres Gericht                 |
| ----------------- | -------------------------------- |
| Templin           | Land- und Stadtgericht Templin   |
| Lychen            | Land- und Stadtgericht Lychen    |
| Achimswalde       | Patrimonialgericht               |
| Ahlimsmühle       | Patrimonialgericht               |
| Ahlimswalde       | Patrimonialgericht               |
| Ahrensberg        | Patrimonialgericht               |
| Ahrensdorf        | Land- und Stadtgericht Templin   |
| Ahrensnest        | Land- und Stadtgericht Templin   |
| Albertinenhof     | Patrimonialgericht               |
| Albrechtsthal     | Patrimonialgericht               |
| Annenwalde        | Patrimonialgericht               |
| Arnimswalde       | Patrimonialgericht               |
| Baßdorf           | Patrimonialgericht               |
| Bebersee          | Land- und Stadtgericht Zehdenick |
| Berkenlatten      | Patrimonialgericht               |
| Beutel            | Land- und Stadtgericht Zehdenick |
| Blankensee        | Patrimonialgericht               |
| Böckenberg        | Patrimonialgericht               |
| Bredereiche       | Land- und Stadtgericht Zehdenick |
| Briesen           |                                  |
| Bucholz           | Stadtgericht Prezlau             |
| Charlottenhof     | Patrimonialgericht               |
| Closterwalde      | Land- und Stadtgericht Zehdenick |
| Collin            | Patrimonialgericht               |
| Conneburg         | Land- und Stadtgericht Zehdenick |
| Dargersdorf       | Patrimonialgericht               |
| Densow            | Land- und Stadtgericht Zehdenick |
| Klein-Dölln       | Land- und Stadtgericht Zehdenick |
| Erdmannswalde     | Patrimonialgericht               |
| Fehrkrug          | Land- und Stadtgericht Templin   |
| Fergitz           | Patrimonialgericht               |
| Flieth            | Patrimonialgericht               |
| Fredenwalde       | Patrimonialgericht               |
| Klein-Fredenwalde | Patrimonialgericht               |
| Friedenfelde      | Patrimonialgericht               |
| Gandenitz         | Land- und Stadtgericht Templin   |
| Gerswalde         | Patrimonialgericht               |
| Gollin            | Patrimonialgericht               |
| Göttschendorf     | Patrimonialgericht               |
| Großenhof         | Land- und Stadtgericht Zehdenick |
| Groß-Väter        | Land- und Stadtgericht Zehdenick |
| Hahnwerder        | Patrimonialgericht               |
| Hammelspring      | Land- und Stadtgericht Zehdenick |
| Hensingshain      |                                  |
| Herrenstein       | Patrimonialgericht               |
| Herzfelde         | Patrimonialgericht               |
| Hessenhagen       | Patrimonialgericht               |
| Himmelpforth      | Patrimonialgericht               |
| Hindenburg        | Land- und Stadtgericht Zehdenick |
| Alt-Hohenwalde    | Patrimonialgericht               |
| Neu-Hohenwalde    | Patrimonialgericht               |
| Jacobshagen       | Patrimonialgericht               |
| Julianenhof       | Patrimonialgericht               |
| Kaakstedt         | Patrimonialgericht               |
| Kaakstedtmühle    | Patrimonialgericht               |
| Kienwerder        | Patrimonialgericht               |
| Kübben            | Stadtgericht Kübben              |
| Groß-Kölpin       | Patrimonialgericht               |
| Alt-Kölpin        | Patrimonialgericht               |
| Kreuzkrug         | Patrimonialgericht               |
| Krohnhorst        | Patrimonialgericht               |
| Krullenhaus       | Patrimonialgericht               |
| Kuhz              | Patrimonialgericht               |
| Laatz             | Stadtgericht Templin             |
| Libbesicke        | Patrimonialgericht               |
| Metzelthin        | Patrimonialgericht               |
| Mittenwalde       | Patrimonialgericht               |
| Milmersdorf       | Patrimonialgericht               |
| Neudorf           | Patrimonialgericht               |
| Neuhof            | Land- und Stadtgericht Zehdenick |
| Petersdorf        | Patrimonialgericht               |
| Petznick          | Patrimonialgericht               |
| Alt-Placht        | Patrimonialgericht               |
| Neu-Placht        | Patrimonialgericht               |
| Plötzensee        | Patrimonialgericht               |
| Poratz            | Patrimonialgericht               |
| Potzlow           | Justizamt Gramsau in Prenzlau    |
| Ravensbrück       | Patrimonialgericht               |
| Retzow            | Patrimonialgericht               |
| Reiersdorf        | Land- und Stadtgericht Zehdenick |
| Ringenwalde       | Patrimonialgericht               |
| Röddelin          | Land- und Stadtgericht Zehdenick |
| Ruhehof           | Patrimonialgericht               |
| Ruthenberg        | Land- und Stadtgericht Zehdenick |
| Seeburg           | Patrimonialgericht               |
| Sähle             | Land- und Stadtgericht Zehdenick |
| Schippershof      | Patrimonialgericht               |
| Schreibermühle    | Stadtgericht Lychen              |
| Steglitz          | Patrimonialgericht               |
| Stempitz          | Stadtgericht Lychen              |
| Stiern            | Patrimonialgericht               |
| Strehlow          | Patrimonialgericht               |
| Succow            | Patrimonialgericht               |
| Tangersdorf       | Land- und Stadtgericht Zehdenick |
| Alt-Temmen        | Patrimonialgericht               |
| Neu-Temmen        | Patrimonialgericht               |
| Alt-Thymen        | Patrimonialgericht               |
| Neu-Thymen        | Patrimonialgericht               |
| Vietmannsdorf     | Patrimonialgericht               |
| Voßberg           | Patrimonialgericht               |
| Wiedebusch        | Patrimonialgericht               |
| Wiesenwärterhaus  | Land- und Stadtgericht Zehdenick |
| Wilhelmshof       | Patrimonialgericht               |
| Willmine          | Patrimonialgericht               |
| Woblitz           | Land- und Stadtgericht Zehdenick |
| Zootzen           | Land- und Stadtgericht Zehdenick |

## Gerichtskommission Zehdenick I
Der Gerichtskommission Zehdenick I waren folgende Gemeinden zugeordnet:
| Ort                     | früheres Gericht                 |
| ----------------------- | -------------------------------- |
| Zehdenick               | Land- und Stadtgericht Zehdenick |
| Vorstädte Damm und Hast | Land- und Stadtgericht Zehdenick |
| Camp                    | Land- und Stadtgericht Zehdenick |
| Klein-Mutz              | Land- und Stadtgericht Zehdenick |
| Badingen                | Land- und Stadtgericht Zehdenick |

## Gerichtskommission Zehdenick II
Der Gerichtskommission Zehdenick II waren folgende Gemeinden zugeordnet:
| Ort                      | früheres Gericht                 |
| ------------------------ | -------------------------------- |
| Mildenberg               | Land- und Stadtgericht Zehdenick |
| Ribbeck                  | Patrimonialgericht               |
| Falkenthal               | Land- und Stadtgericht Zehdenick |
| Marienthal               | Land- und Stadtgericht Zehdenick |
| Zabelsdorf               | Land- und Stadtgericht Zehdenick |
| Bergsdorf                | Patrimonialgericht               |
| Exin                     | Land- und Stadtgericht Zehdenick |
| Liebenberg mit Hertefeld | Patrimonialgericht               |
| Louisenhof, Vorwerk      | Patrimonialgericht               |
| Lamprechtswalde          | Land- und Stadtgericht Zehdenick |
| Crewelin                 | Land- und Stadtgericht Zehdenick |
| Wesendorf                | Land- und Stadtgericht Zehdenick |
| Cappe                    | Land- und Stadtgericht Zehdenick |
| Groß-Döllen              | Land- und Stadtgericht Zehdenick |
| Grunewald                | Land- und Stadtgericht Zehdenick |
| Storkow                  | Land- und Stadtgericht Zehdenick |
| Vogelsang                | Land- und Stadtgericht Zehdenick |
| Burgwall                 | Patrimonialgericht               |
| Curtschlag               | Land- und Stadtgericht Zehdenick |
| Bergluch                 | Patrimonialgericht               |
| Deutschboden             | Land- und Stadtgericht Zehdenick |
| Amt Zehdenick            | Land- und Stadtgericht Zehdenick |
| Forsthaus Zehdenick      | Land- und Stadtgericht Zehdenick |
| Amtsfreiheit Zehdenick   | Land- und Stadtgericht Zehdenick |

## Gerichtskommission Boitzenburg
Der Gerichtskommission Boitzenburg umfasste überwiegend Orte, die zur Herrschaft Boitzenburg gehörten. Ihr waren folgende Gemeinden zugeordnet:
| Ort                   | früheres Gericht                              |
| --------------------- | --------------------------------------------- |
| Boitzenburg           | Patrimonialgericht der Herrschaft Boitzenburg |
| Aalkasten             | Patrimonialgericht der Herrschaft Boitzenburg |
| Beenz                 | Patrimonialgericht der Herrschaft Boitzenburg |
| Biesterfelde, Vorwerk | Patrimonialgericht der Herrschaft Boitzenburg |
| Bröddin               | Patrimonialgericht der Herrschaft Boitzenburg |
| Brüsenwalde mit Mühle | Patrimonialgericht der Herrschaft Boitzenburg |
| Carolinenhof          | Patrimonialgericht der Herrschaft Boitzenburg |
| Claushagen            | Patrimonialgericht der Herrschaft Boitzenburg |
| Colbatzer Mühle       | Patrimonialgericht der Herrschaft Boitzenburg |
| Crewitz               | Patrimonialgericht der Herrschaft Boitzenburg |
| Cüstrinchen           | Patrimonialgericht der Herrschaft Boitzenburg |
| Fegefeuer             | Patrimonialgericht der Herrschaft Boitzenburg |
| Fürstenau             | Patrimonialgericht der Herrschaft Boitzenburg |
| Funkenhagen           | Patrimonialgericht der Herrschaft Boitzenburg |
| Hardenbeck            | Patrimonialgericht der Herrschaft Boitzenburg |
| Haßleben              | Patrimonialgericht der Herrschaft Boitzenburg |
| Jeßkendorf            | Patrimonialgericht der Herrschaft Boitzenburg |
| Lichtenhain           | Patrimonialgericht der Herrschaft Boitzenburg |
| Lindensee             | Patrimonialgericht der Herrschaft Boitzenburg |
| Mahlendorf            | Patrimonialgericht der Herrschaft Boitzenburg |
| Naugarten             | Patrimonialgericht der Herrschaft Boitzenburg |
| Retzow                | Patrimonialgericht der Herrschaft Boitzenburg |
| Rosenow               | Patrimonialgericht der Herrschaft Boitzenburg |
| Rummelpforter Mühle   | Patrimonialgericht der Herrschaft Boitzenburg |
| Sandkrug              | Patrimonialgericht der Herrschaft Boitzenburg |
| Sternthal, Vorwerk    | Patrimonialgericht der Herrschaft Boitzenburg |
| Thomsdorf             | Patrimonialgericht der Herrschaft Boitzenburg |
| Warthe                | Patrimonialgericht der Herrschaft Boitzenburg |
| Weggun                | Patrimonialgericht der Herrschaft Boitzenburg |
| Wichmannsdorf         | Patrimonialgericht der Herrschaft Boitzenburg |
| Zerwelin              | Patrimonialgericht der Herrschaft Boitzenburg |
| Parmen                | Patrimonialgericht                            |
| Warbende              | Patrimonialgericht                            |
| Kröchlendorff         | Patrimonialgericht                            |
| Wuppgarten            | Patrimonialgericht                            |